# Lajes das Flores
Lajes das Flores es una ciudad en la isla de Azores, cuya población es de 1502 habitantes (2001).

## Geografía
Lajes das Flores es una ciudad en la isla de Azores, cuya población es de 1502 habitantes (2001).
|                         | Norte: Santa Cruz das Flores |                        |
| Oeste: Océano Atlántico |                              | Este: Océano Atlántico |
|                         | Sur: Océano Atlántico        |                        |

### Organización territorial

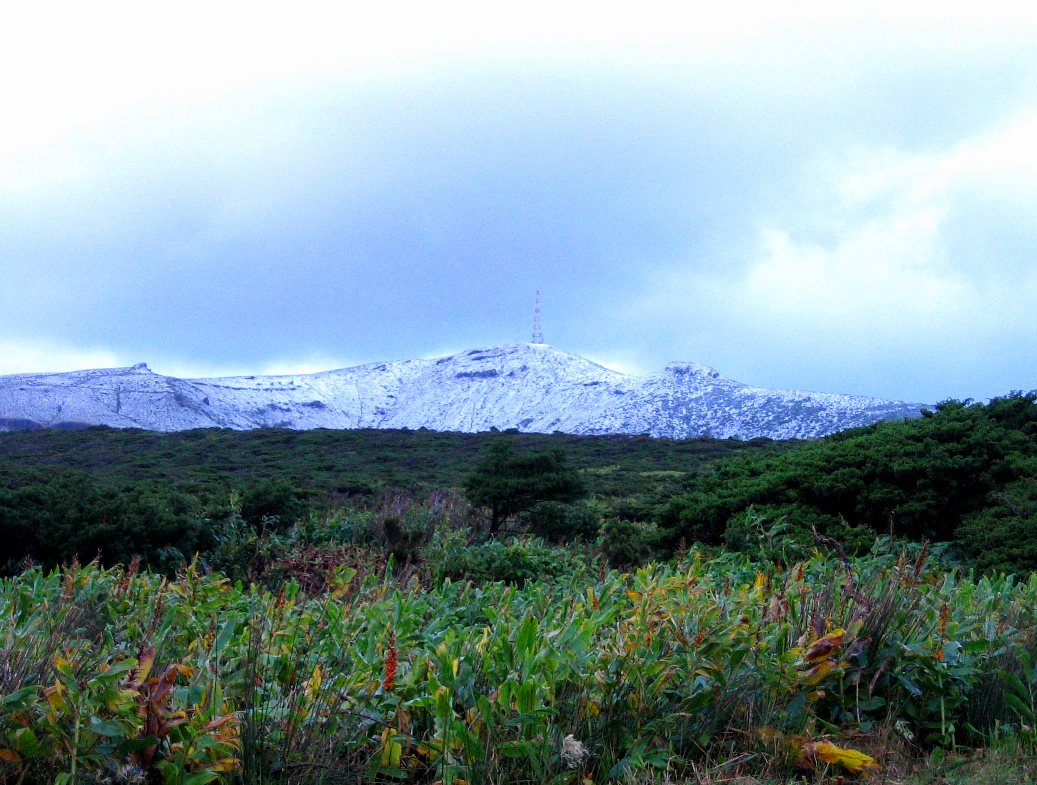
Cerro cubierto de nieve en la isla de Flores.

Las 4 parroquias de Lajes das Flores incluyen:
| Parroquia        | Población | Área      | Densidad | Altitud | Localización |
| ---------------- | --------- | --------- | -------- | ------- | ------------ |
| Fajã Grande      | 225       | 12,55 km² | 17,9/km² | -       | -            |
| Fajãzinha        | 105       | 6,21 km²  | 16,9/km² | -       | -            |
| Fazenda          | 278       | 9,43 km²  | 29,5/km² | -       | -            |
| Lajedo           | 107       | 15,9 km²  | 6,73/km² | -       | -            |
| Lajes das Flores | 540       | 18,45 km² | 29,3/km² | -       | -            |
| Lomba            | 197       | 10,02 km² | 19,7/km² | -       | -            |
| Mosteiro         | 50        | 6,2 km²   | 8,1/km²  | -       | -            |